# Пламък (1924 – 1925)
Вижте пояснителната страница за други значения на Пламък.
„Пламък“ е българско списание за изкуство и култура.

## История
Списанието е създадено през януари 1924 г. от Гео Милев. В изданието участват още Христо Ясенов, Николай Хрелков, Ламар. Целта е „Пламък“ да бъде предимно критическо издание, „барометър на културния живот“, както и да представя нова българска и европейска литература. Редовни автори са Димо Хаджилиев, Георги Василев, Марко Марчевски, Николай Райнов, Емануил Попдимитров, Матвей Босяка, Марко Бунин. Идеологията на „Пламък“ непосредствено свързва изкуството с политическата и социална действителност, проблематизира се същността на изкуството като цяло и каква трябва да е новата поезия. Общо са издадени 11 броя, като два от тях са двойни поради забавяне в печатниците.
През януари 1925 г. списанието е забранено, като броевете №6 и 7 – 8 са конфискувани заради поемата на Гео Милев „Септември“.

## Памет
За наследник на списанието се представя издание на Съюза на българските писатели, започнало да излиза през 1957 г.